# Несвицкие
Несвицкие (Несвитцкие) — угасший в XIX веке княжеский род.
Род был внесен в 5-ю часть дворянских родословных книг Калужской, Московской и Тамбовской губерний. Традиционно считались родоначальниками князей Воронецких, Порыцких, Збаражских и Вишневецких.

## Происхождение и история рода
По вопросу о происхождении всего этого княжеского клана от древних владетелей Литвы, Рюрика или Гедимина веками не утихали споры. Версия о принадлежности к Гедиминовичам преобладала до тех пор, пока в XXI веке не было проведено ДНК-тестирование ныне живущего князя Воронецкого, установившее его происхождение от общего предка с Гагариными, Кропоткиными и другими Рюриковичами.
Род Несвицких происходит от князя Ивана Несвицкого, владельца Несвича на Волыни, упоминаемого в литовских летописях (1387—1404). Князь Василий Несвицкий выехал из Литвы в Москву (1508). Сын его, Данило, воевода (1528-1549).
В литовских гербовниках за Несвицкими закреплён герб «Корибут», однако в России они использовали радзивилловский герб «Трубы», который можно видеть на могилах князей Несвицких в Александро-Невской лавре. Этот герб выбран ими предположительно по той причине, что Несвижем в Белоруссии, который они ошибочно считали своей прародиной, в то время владели именно Радзивиллы.
Последние сведения о князьях Несвицких в России датируются второй половиной XIX века, в связи с чем род этот считается угасшим.

## Описание герба

#### Гербовник В. А. Дурасова
Герб князей Несвицких: щит разделён двумя перпендикулярными линиями на четыре части. На первой и четвёртой частях, герб великого княжества Литовского (герб Погоня): в червлёном поле скачущий на белом коне рыцарь в серебряных латах, держащий в левой руке серебряный щит, на котором восьмиконечный червлёный крест, а в правой поднятой руке меч. Во второй и третьей частях герб королевства Польского: в червлёном поле белый одноглавый орёл с распростёртыми крыльями и с золотой короной на голове. Среди герба малый щиток, на нём герб Вишневец: в червленом поле серебряный крест, упирающийся на золотой полумесяц, обращенный рогами вниз, под которым серебряная шестиконечная звезда. Щит покрыт княжеской мантией и российской княжеской шапкой.

## Известные представители
- Князь Несвицкий Фёдор († 1442) — литовский князь-магнат, военный и государственный деятель Великого княжества Литовского.
- Князь Несвицкий Михаил Васильевич — воевода войск Великого князя Василия III Иоанновича[3].
- Князь Несвицкий Даниил Васильевич — воевода: в Унже (1528), Чухломе (1529—1532), правой руки войска в Галиче (1532—1537), Плессе в (1540—1541), Костроме (1543), Василь-городе (1549)[3].
- Князь Несвицкий Василий Васильевич, по прозвищу Ляпун — 2-й воевода передового полка в Муроме (1548)[3].
- Князь Несвицкий Данило Матвеевич († 1666) — стряпчий (1627—1629), стольник (1636—1640), 2-й воевода в Мценске (1632 и 1639), 1-й воевода в Дорогобуже (1654—1656), составил переписные книги в Кромах, Орле и в их уездах (1646), составил переписные и межевые книги города Козлова и поместных земель (1650—1652), московский дворянин (1658), постригся[3][7].
- Князь Несвицкий Андрей Матвеевич († 1650) — московский дворянин (1627—1640), воевода в Новосили (1637)[3].
- Князь Несвицкий Леонтий Андреевич — московский дворянин (1640).
- Князь Несвицкий Иван Андреевич Меньшой — московский дворянин (1640).
- Князь Несвицкий Андрей Матвеевич — воевода в Пелыме (1643—1646), Дорогобуже (1655—1656).
- Князь Несвицкий Григорий Данилович — стольник (1650—1676)[3].
- Князь Несвицкий Иван Андреевич Большой — московский дворянин (1640), стряпчий (1658—1660)[3]
- Князь Несвицкий Иван Андреевич — стряпчий (1677).
- Князь Несвицкий Андрей Григорьевич — стольник царицы Прасковьи Федоровны (1686), стольник (1687—1692), ротмистр 4-й роты стряпчих (1696)[3].
- Князь Несвицкий Иван Иванович — стольник (1692)[3][8][9].
- Князь Несвицкий Василий Иванович († до 1737) — стольник (1692)[3].
- Князь Несвицкий Иван Григорьевич († до 1747) — стольник (1687—1727), хорунжий 4-й роты стряпчих (1696)[3].
- Князь Несвицкий Михаил Иванович († до 1737) — стольник (1692)[3].
- Князь Несвицкий Василий Фёдорович (1704—1771) — вице-адмирал, петербургский губернатор (1761—1764)[3].
- Князь Несвицкий Иван Васильевич (1740—1806) — сын Василия Фёдоровича, мастер масонской ложи; будучи секунд-ротмистром лейб-гвардии Конного полка (1762) принял участие в свержении Петра III. Тайный советник, камергер, обер-шенк, кавалер орденов св. Анны (1777), св. Александра Невского (1793) и св. апостола Андрея Первозванного (1797).
- Князь Несвицкий Михаил Федорович († до 1787) — флота капитан-командор[3].

## Имения
Супругам князьям И.В. и А.И. Несвицким принадлежали усадьбы: Нижний Якимец, Высокие Поляны, Ромоданово.